# Afroguatteria
Genre
Afroguatteria est un genre de plantes à fleurs de la famille des Annonaceae. Il contient deux espèces trouvées en Afrique.

## Liste d'espèces
Selon BioLib (12 août 2017) :
- Afroguatteria bequaertii (De Wild.) Boutique
- Afroguatteria globosa Paiva

Selon Catalogue of Life (12 août 2017) :
- Afroguatteria bequaertii (De Wild.) Boutique
- Afroguatteria globosa Paiva

Selon The Plant List (12 août 2017) :
- Afroguatteria bequaertii (De Wild.) Boutique
- Afroguatteria globosa C.N.Paiva

Selon Tropicos (12 août 2017) (Attention liste brute contenant possiblement des synonymes) :
- Afroguatteria bequaertii (De Wild.) Boutique
- Afroguatteria globosa J. Paiva